# Rudy Bouma
Rudy Bouma (Haarlem, 13 mei 1973) is een Nederlands journalist.
Bouma werkt als correspondent in de Verenigde Staten. Hij is daardoor te zien in het NOS Journaal, Nieuwsuur en is te horen op NPO Radio 1.

## Loopbaan
Bouma volgde de HAVO op het Sancta Maria in Haarlem. Hierna ging hij naar het Hoger Informatie en Communicatie Onderwijs in Zwolle voor een opleiding journalistiek. Als verslaggever liep hij stage bij Stads TV Rotterdam en de KRO.
Bouma begon medio jaren 1990 zijn loopbaan bij verschillende omroepen. Zo was hij enige tijd redacteur bij Veronica, Omroep Amersfoort, SBS6 en het RTL Nieuws. Hierna stapte hij over naar de publieke omroep waar hij korte tijd werkte voor de VARA en BNN. Daarnaast werkte hij voor de tv-programma's Expeditie Robinson en NOVA.
Bouma werkte sinds 2010 als algemeen verslaggever bij Nieuwsuur, waar hij voornamelijk verslag deed van extremisme en rampen en oorlogsgebieden. Hij was een van de eerste verslaggevers die de rampplek van de MH17 in Oekraïne bezocht, waar hij sinds toen actief verslag deed van de oorlog in Oost-Oekraïne in 2014-2015 en tevens sinds de inval van Rusland in Oekraïne in 2022. Ook ontkrachtte hij voor Nieuwsuur en NPO Start desinformatie, nepnieuws en complottheorieën in de serie #Ophef.
Sinds 1 augustus 2023 is Bouma de nieuwe multimediale correspondent voor de NOS in Noord Amerika. Hij volgt Lucas Waagmeester op. Hij deed ondermeer verslag van de Amerikaanse presidentsverkiezingen 2024, die gewonnen werd door Donald Trump. 